# 纽伦堡城墙
纽伦堡城墙是是围绕德国纽伦堡老城区的防御体系，开始修建于12世纪，在16世纪正式完成，全长5公里（现存约4公里）。纽伦堡城堡和城墙一起， 是欧洲最可观的中世纪防御系统之一。。

## 参考

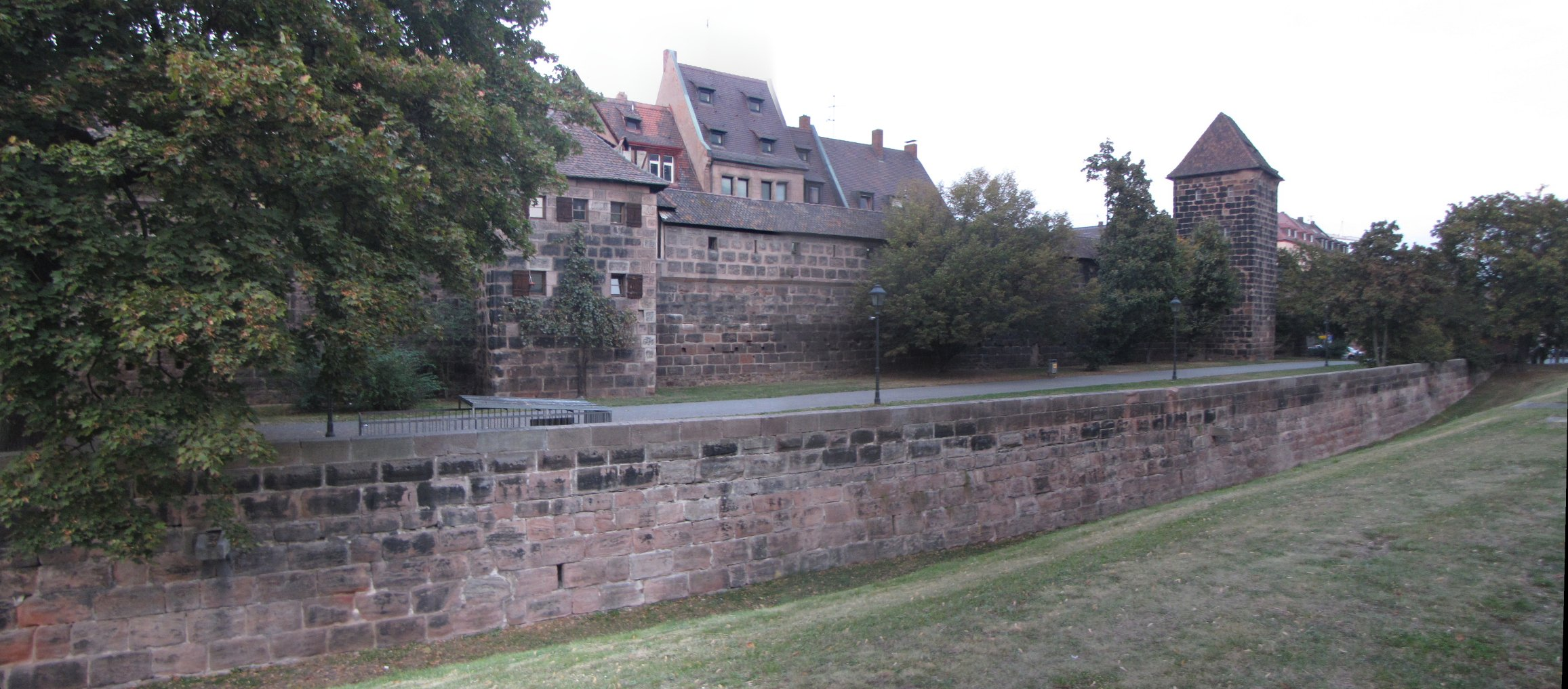
Rotes K

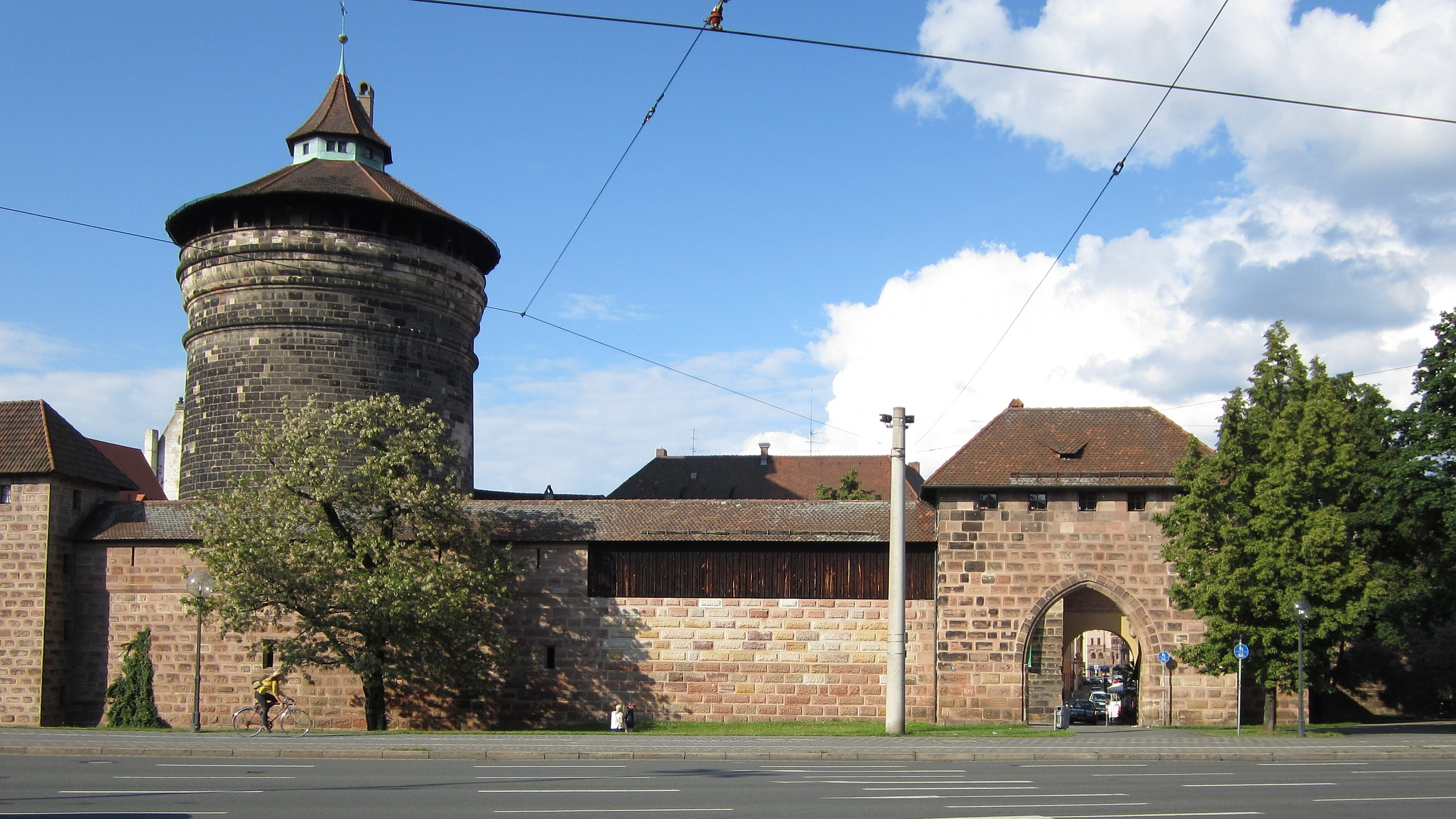
Spittlertor, Rotes Q